# Kamar (Irã)
Kamar ( em persa: كمر    )  é uma vila no distrito rural de Khvoresh Rostam-e Shomali, distrito de Khvoresh Rostam, condado de Khalkhal, província de Ardabil, Irã . No censo de 2006, sua população era de 138, em 34 famílias. 